# Upper Cranberry Lake
Upper Cranberry Lake är en sjö i Algoma District i provinsen Ontario i den sydöstra delen av Kanada. Sjön utlopp är Cranberry Creek i öster. Ett tillföde är Bearhead Creek i norr.